# تشيبروفيتسه
تشيبروفيتسه هي قرية وبلدية في مقاطعة ستراكونيتسه في إقليم جنوب بوهيميا في جمهورية التشيك.
تغطي البلدية مساحة 10.22 كيلومتر مربع (3.95 ميل2)، ويبلغ عدد سكانها 191.
تقع تشيبروفيتسه على بعد حوالي 13 كيلومتر (8 ميل) جنوب شرق ستراكونيتسه، 42 كيلومتر (26 ميل) شمال غرب تشيسكي بوديوفيتسه و109 كيلومتر (68 ميل) جنوب براغ.